# MIT Sloan School of Management

A MIT Sloan School of Management é uma das cinco faculdades do Massachusetts Institute of Technology, localizado em Cambridge, no estado norte-americano de Massachussets.
É uma das mais famosas faculdades do mundo especializada em negócios. Conduz pesquisas nas seguintes áreas: finanças, empreendedorismo, marketing, planejamento estratégico, economia, gerência de cadeia de suprimentos, tecnologia da informação, entre outros.